# Nebulosa Caranguejo do Sul
A Nebulosa Caranguejo do Sul (ou WRAY-16-47,  Hen 2-104) é uma nebulosa na constelação do Centaurus. A nebulosa está a vários milhares de anos luz da Terra e sua estrela central é uma binária simbiótica constituída por uma variável Mira e uma anã branca. É assim denominada por sua semelhança com a nebulosa do Caranguejo, localizada no hemisfério celeste norte.

## Designação
A designação He2-104 (ou Hen 2-104) vem do catálogo de Henize de 1967, Observations of Southern Planetary Nebulae. O catálogo incluí 459 itens identificados como nebulosas planetárias (ou que provavelmente fossem).
Outra designação registrada é a WRAY-16-47.

## História
O Caranguejo do Sul foi notado num catálogo de 1967 e também foi observado usando um dispositivo de carga acoplada com um telescópio de 2,2 metros no observatório de La Sila em 1989. A observação de 1989 marcou a principal expansão do conhecimento sobre a nebulosa e foi feita utilizando-se de vários filtros.
A nebulosa já havia sido observada utilizando-se telescópios baseados no solo, mas imagens realizadas com o telescópio espacial Hubble em 1999 entregaram mais detalhes, revelando que no centro da nebulosa existem um par de estrelas, uma gigante vermelha e uma anã branca. A nebulosa foi observada outra vez com o Hubble utilizando-se de um novo instrumento em 2019.
A observação de 1999 foi realizada utilizando-se do Wide Field and Planetary Camera 2 [en]. As imagens do WFPC2 foram realizadas com uma onda de luz de 658 nm.
A observação realizada pelo Hubble em 2019 foi no contexto do aniversário de 29 anos do telescópio. Uma nova câmera, a Wide Field Camera 3 [en], foi utilizada na nova fotografia, usando filros de aproximadamente 502, 656, 658 e 673 nanometros.
Em 2008 uma investigação da nebulosa com sua estrela simbiótica foi publicada. O estudo usou imagens e dados espectroscópicos de telescópios espaciais e terrestres incluindo o Hubble e o VLT. A ESO degine uma estrela simbiótica como sendo "binárias onde uma pequena estrela quente (anã branca ou de sequência principal)orbita uma gigante vermelha. Geralmente estes sistemas são cercados por um envelope de gás ou poeira; aqueles com gás são conhecidos como tipo-S e os com poeira são os tipo-D."

## Galeria

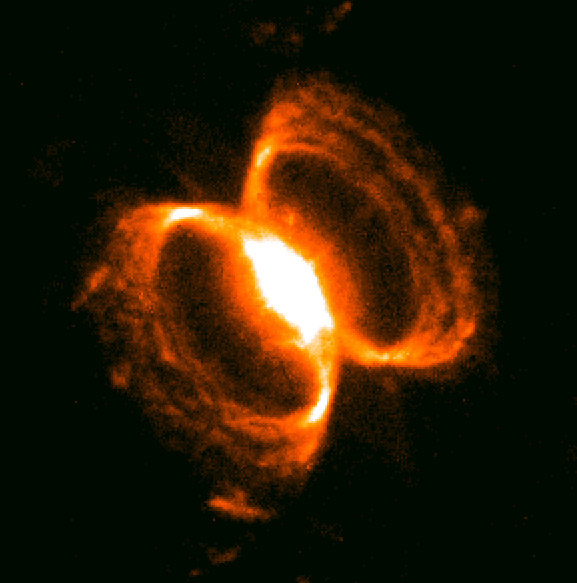
Close up do centro da Nebulosa
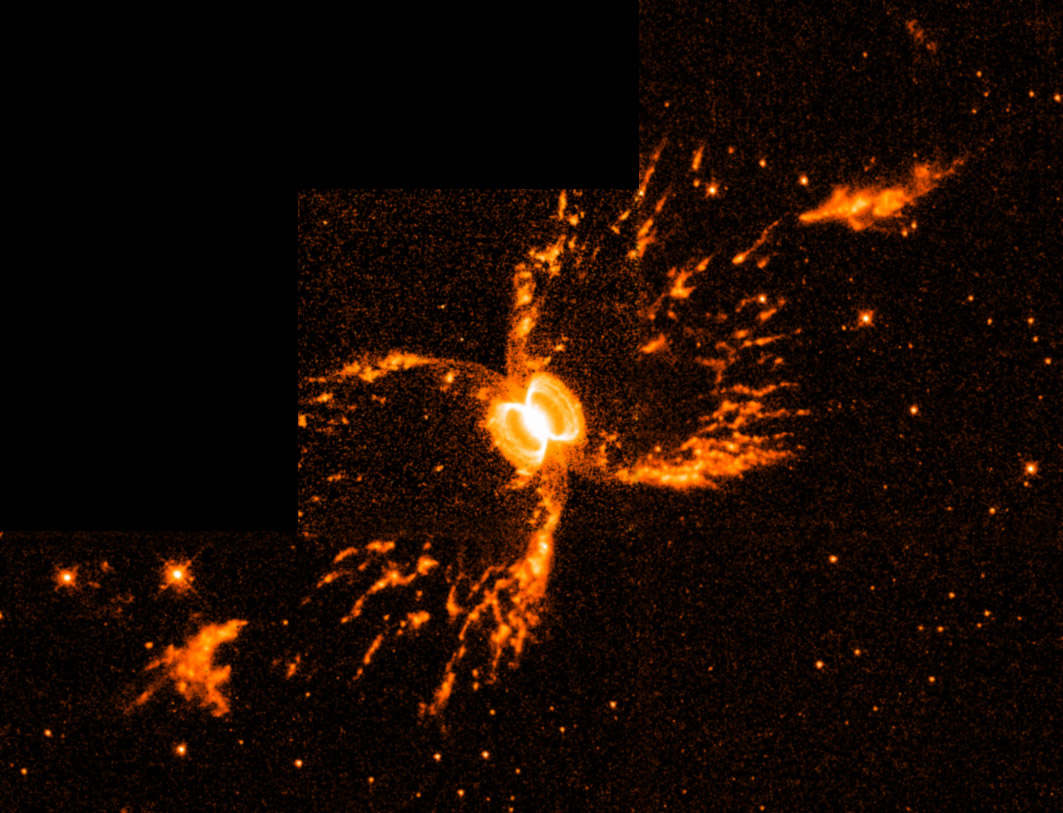
A totalidade da Nebulosa
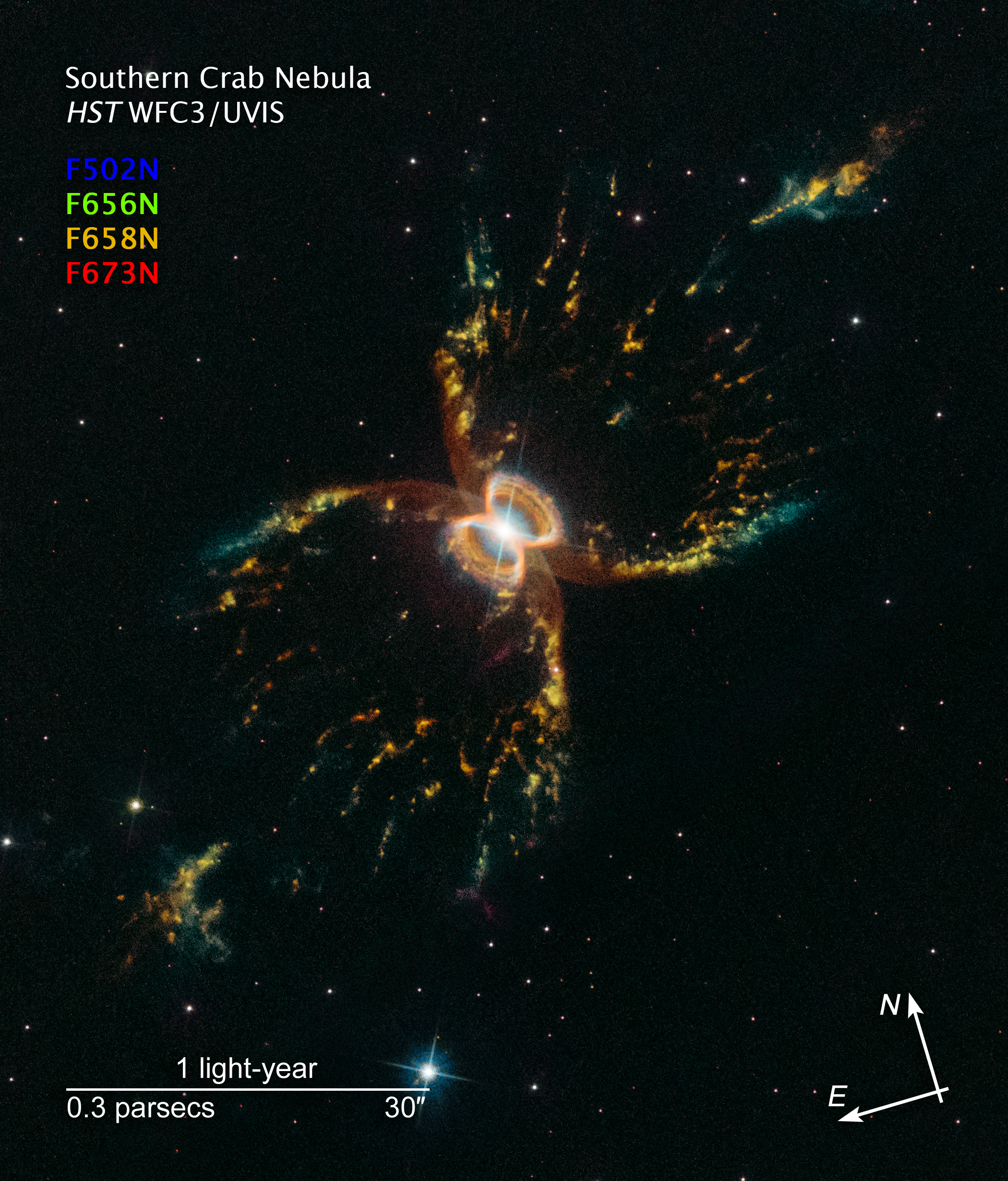
Nebulosa Caranguejo do Sul – (18 de abril de 2019;anotado)
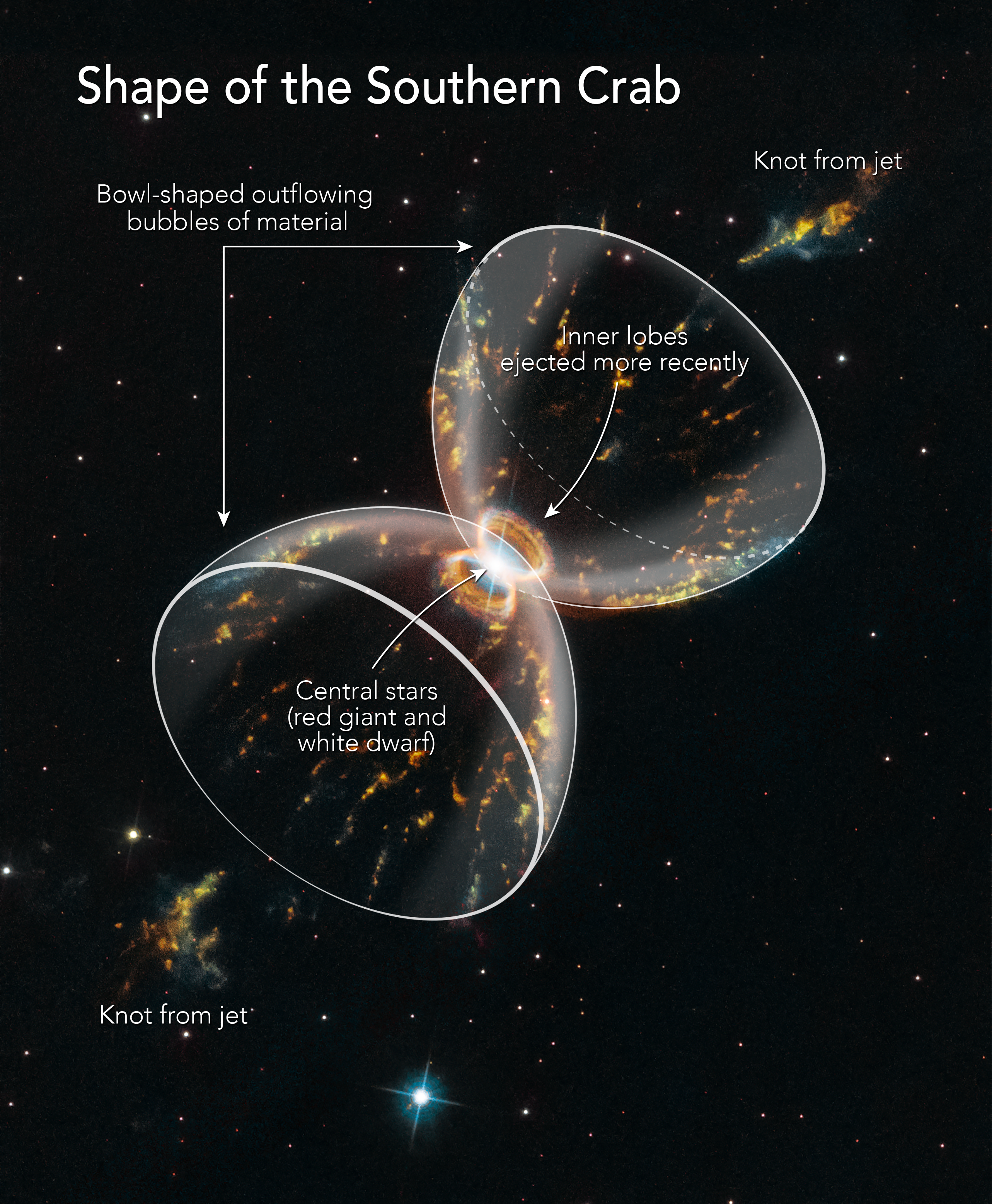
Nebulosa Caranguejo do Sul – (18 de abril de 2019;forma)